# Leptothorax flavidulus
Leptothorax flavidulus är en myrart som först beskrevs av Wheeler och Mann 1914.  Leptothorax flavidulus ingår i släktet smalmyror, och familjen myror. Inga underarter finns listade i Catalogue of Life.